# シンディ・モーガン
シンディ・モーガン（Cindy Morgan、1954年9月29日 - 2023年12月30日以前）は、アメリカ合衆国の女優。

## 来歴
2023年12月30日、モーガンはフロリダ州レイクワースビーチの自宅で自然死しているのが発見された。69歳没。

## 主な出演作品

### 映画
- ボールズ・ボールズ Caddyshack (1980)
- トロン Tron (1982)
- ハロウィンズ/死霊復活祭 The Midnight Hour (1985)
- 帰ってきたむく犬 The Return of the Shaggy Dog (1987)
- スタークリスタル Terminal Force (1995)

### テレビドラマ
- 俺たち賞金稼ぎ!!フォール・ガイ The Fall Guy (1981 - 1986)
- 生け捕りにして戻れ Bring 'Em Back Alive (1982 - 1983)
- 私立探偵ハリー Crazy Like a Fox (1984 - 1986)
- 世にも不思議なアメージング・ストーリー Amazing Stories (1985 - 1987)
- FBI特別捜査官 Mancuso, FBI (1989 - 1990)